# Page Avenue
Page Avenue és l'àlbum musical debut de Story of the Year. Va ser lliurat el 16 de setembre del 2003, a través de Maverick Records. L'àlbum va arribar al número # 51 de "Billboard 200 charts". El segon single va ser "Anthem of Our Dying Day".

## Llista de pistes
1. "And the Hero Will Drown" - 3:12
2. "Until the Day I Die" - 3:55
3. "Anthem of Our Dying Day" - 3:40
4. "In the Shadows" - 3:28
5. "Dive Right In" - 3:15
6. "Swallow the Knife" - 3:36
7. "Burning Years" - 3:07
8. "Page Avenue" - 3:37
9. "Sidewalks" - 3:34
10. "Divide and Conquer" - 3:04
11. "Razorblades" - 3:23
12. "Falling Down" - 3:58

Pista bonus
1. "The Heart of Polka Is Still Beating" (Pista bonus a l'edició Platinum) - 3:45

## Crèdits
- Philip Sneed - Membre del grup, Guitarra
- Josh Wills - Membre del grup, Bateria
- Ryan Phillips - Membre del grup, Guitar
- Adam Russell - Membre del grup, Baix
- Dan Marsala - Membre del grup, Veu
- Guy Oseary - A&R
- John Feldmann - Veu, Cor, Enginyeria, Mescles, A&R i "Guest Appearance".
- Lawrence Azerrad - Dissenyador de portada.
- Ray Cappo - Veu, "Guest Appearance"
- Toby Morse - Veu, "Guest Appearance"
- Allan Hessler - Enginyeria
- Joe Gastwirt - Masterització

## Llistes

### Àlbum
Billboard (Nord-amèrica)
| Any  | Llista            | Posició |
| ---- | ----------------- | ------- |
| 2004 | The Billboard 200 | 51      |

### Singles
Billboard (North America)
| Any  | Single                    | Llista             | Posició |
| ---- | ------------------------- | ------------------ | ------- |
| 2004 | "Anthem of Our Dying Day" | Modern Rock Tracks | 10      |
| 2004 | "Sidewalks"               | Modern Rock Tracks | 40      |
| 2003 | "Until the Day I Die"     | Modern Rock Tracks | 12      |

## Curiositats
La imatge a la portada de l'àlbum és una visió en satèl·lit de Downtown San Diego.